# Золотаревська Любов Василівна
Любов Василівна Золотаревська (нар. 1 серпня 1919 — ?) — українська радянська діячка, новатор виробництва, газозварниця Придніпровської ДРЕС Дніпропетровської області. Депутат Верховної Ради УРСР 6—7-го скликань.

## Біографія
З 1950-х років — газозварниця Придніпровської ордена Леніна державної районної електростанції (ДРЕС) Дніпропетровської області.
Потім — на пенсії у місті Енергодарі Запорізької області.

## Нагороди
- ордени
- медалі